# 池田谷久吉
池田谷 久吉（いけだや ひさきち、1897年(明治30年) - 1956年(昭和31年)）は日本の建築家、郷土史家。
大阪、泉州を中心に社寺建築など伝統的な建築作品を多く手掛けた建築家である。また大阪府庁在職中から法隆寺五重塔の調査など古建築の研究調査を行い、退職後も発掘調査や文化財指定に携わるなど、歴史研究においても功績を残した。
大阪府泉佐野市出身。

## 人物・経歴
現在の泉佐野市に生まれる。
1913年(大正2年)大阪市立大阪工業学校本科建築科入学。
卒業後、いくつかの会社を経て大阪府庁入庁。
1922年(大正11年)大阪府建築監督官補となる。
1926年 (大正15年) 大阪府庁退職、池田谷建築事務所設立。
1929年 (昭和4年) 大阪府史跡名勝天然記念物調査委員就任。
1956年(昭和31年)死去。

## 作品

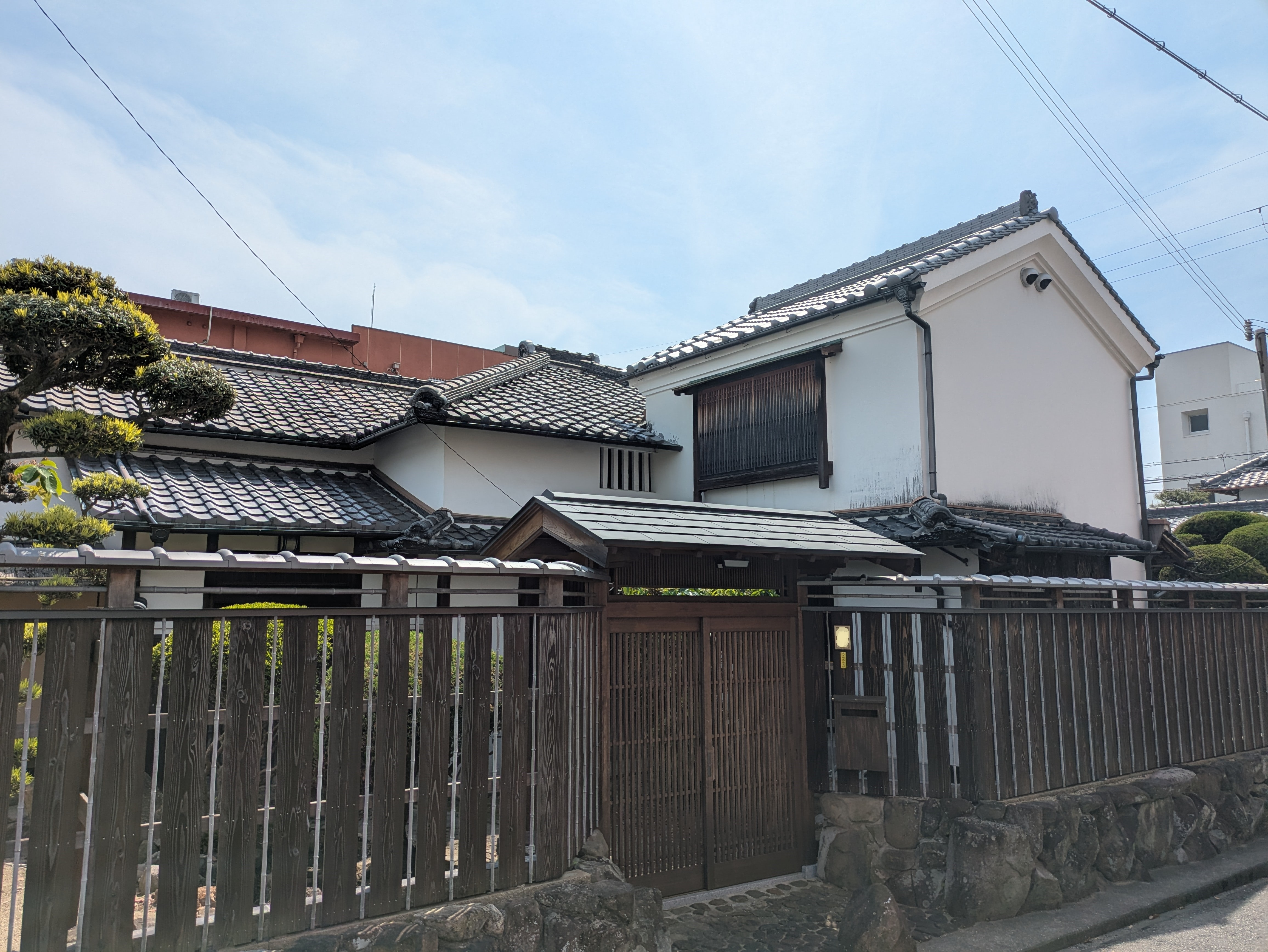
池田谷久吉自邸

- 池田谷久吉自邸（大阪府泉佐野市、1927年頃） - 国登録有形文化財[5]
- 旧中林綿布本社工場（大阪府泉南郡、1928年頃） - 泉南郡熊取町指定文化財
- 観心寺恩賜講堂（大阪府河内長野市、1930年、移築設計） - 重要文化財
- 成田山不動尊明王院（大阪府寝屋川市、1934年）
- 金光教玉水教会会堂（大阪府大阪市、1935年） - 国登録有形文化財
- 男神社拝殿及び幣殿（大阪府泉南市、1941年） - 国登録有形文化財
- 岸和田城天守閣（大阪府岸和田市、1951年）
- 今宮戎神社本殿、拝殿（大阪府大阪市、1956年）